# 伊集院信管
伊集院信管（いじゅういんしんかん）とは、伊集院五郎海軍大佐（当時、後に元帥海軍大将）が考案した信管で明治33年に採用された。砲弾が飛んでいるうちに、尾部のネジが回転して安全装置をはずすのが特徴で、日露戦争で広く使用された。下瀬火薬とともに語られることが多い。非常に敏感であり、砲弾がどこに命中しても爆発したと言われている。
定説では日露戦争の勝利に大きく貢献したとされているが、一方で、鋭敏すぎるため扱いが難しく暴発事故も多かったため、実際には厄介物扱いされていたという説もある。

## 特徴
- 弾底信管であり砲弾の底に付いていた
  - 装甲板への着弾時に信管が破損して不発になることが少なくなった。
- 安全ピンなどの取り外す必要のある安全装置が不要
  - これにより装填前に安全ピンを外すなどの信管の安全装置解除の手順が不要になり装填作業が簡易化した。
  - 安全ピンの外し忘れによる不発の発生が防止された。
- 安全性の向上
  - 発射した瞬間の衝撃で信管が誤作動して自爆する危険性が減少した。
  - 至近距離で着弾した場合に信管が作動しないため、安全距離を設定できるようになった。

## 評価
元大日本帝国海軍大佐である黛治夫は、伊集院信管について「実際発射してみると、質量の大きな遠心子は、発射の激動で、ナットと螺子の凹凸を一挙にこわして、ナットを後退させる」とし、実際は安全装置として機能しておらず、砲身内部に異常があった場合に腔発を招くと批判している。

また、遅動信管としての機能が発揮されず、徹甲榴弾であっても装甲の表面で爆発してしまい、敵艦内部で爆発して致命傷を与えることができなかったとも述べ、「遅動信管そのものでは、ロシアはわが方に優っていたというべき」と評している。